# María de Piero de Médici
María de Médici (Florencia, 1455 – marzo 1479) fue la hija menor de Pedro de Cosme de Médici y Lucrecia Tornabuoni, así como hermana menor de Lorenzo il Magnifico.

## Biografía
Su información biográfica, como pasa con muchas de las mujeres de la casa Médici, son escasas. Probablemente fue educada junto a sus hermanos menores por tutores humanistas que la convirtieron en una mujer culta y refinada, tal como su madre, aunque se cree que es fruto de una relación extramarital de su padre y más tarde fue adoptada por la familia.
De su juventud nos llegan al menos dos retratos: uno de Benozzo Gozzoli de la Capilla de los Magos del Palacio Medici Riccardi, donde aparece junto a sus hermanas en trajes masculinos de paje, y otro de Sandro Boticelli, en la Virgen del Magnificat donde sería el ángel de la izquierda que abraza por detrás a sus hermanos.
En 1473 se casó con Leonetto de Rossi y del matrimonio nació el Cardenal Luis de Rossi, fiel amigo de su primo el Papa León X, quien pide que los retraten juntos en el famoso cuadro de Rafael Sanzio.